# Szczyrk Dolny
Szczyrk Dolny – dzielnica Szczyrku, położona w północno-wschodniej, dolnej części miasta. Stanowi centrum Szczyrku.
Dawniej samodzielna wieś w gminie Szczyrk. 20 lipca 1953 otrzymał status samodzielnej gromady w gminie Szczyrk. 5 października 1954 włączona wraz ze Szczyrkiem Dolnym i Biłą do nowo utworzonej gromady Szczyrk. W związku z nadaniem gromadzie Szczyrk statusu osiedla 1 stycznia 1956, stał się jego integralną częścią, a po otrzymaniu przez Szczyrk praw miejskich 1 stycznia 1973 – obszarem miejskim.